# Piteli
Piteli sau Mənda (cunoscut și ca Milli Bhaat și Milani) este un fel tradițional sărat originar din districtul Jamalpur, din diviziunea Mymensingh, Bangladesh. 